# Helmut Schlegel

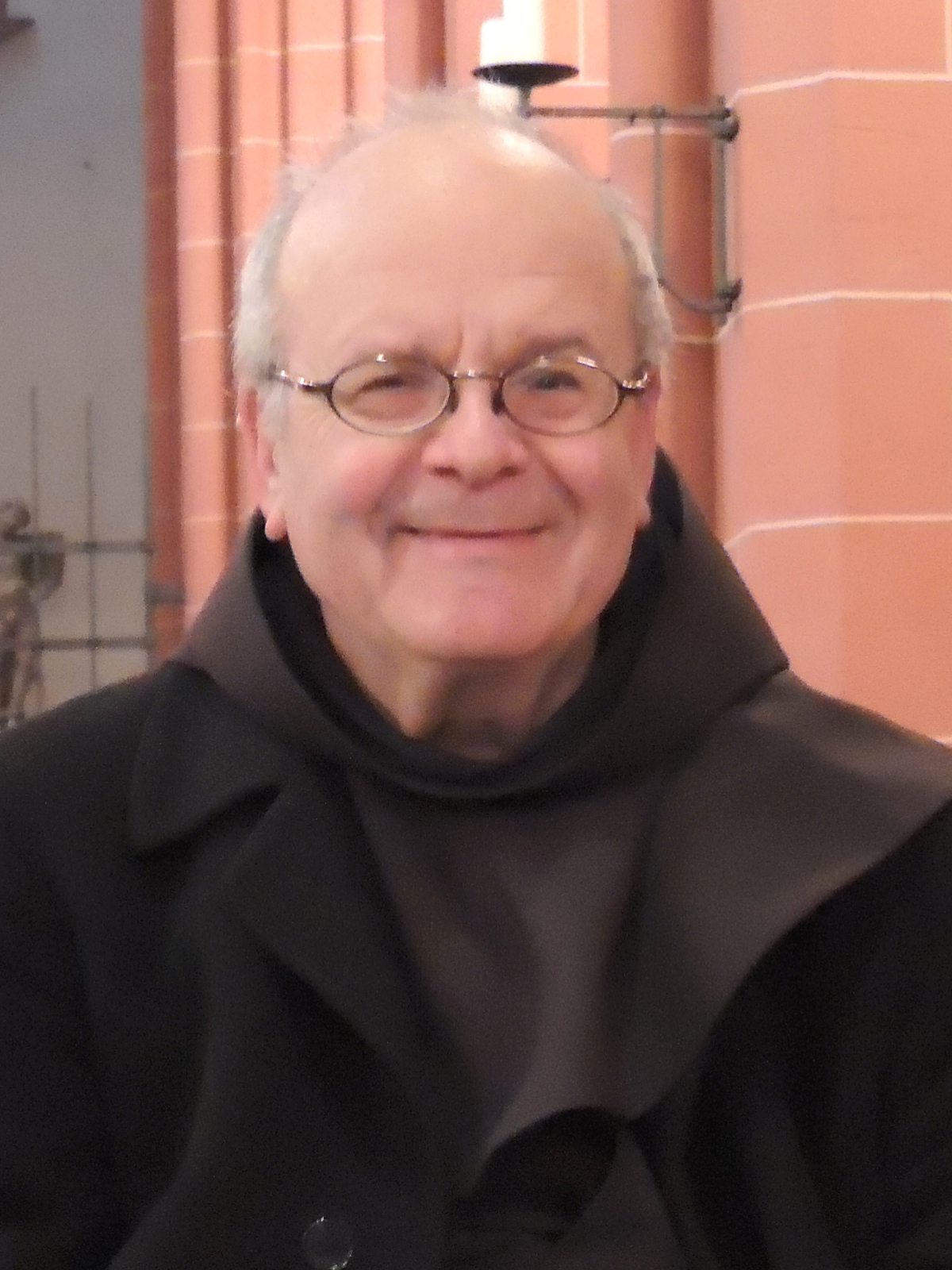
Helmut Schlegel (2017)

Helmut Schlegel OFM (* 15. Mai 1943 in Riedlingen an der Donau als Helmut Alfons Schlegel) ist ein deutscher Franziskaner, Priester, Meditationslehrer, Buchautor und Texter von Neuen Geistlichen Liedern zu den Melodien verschiedener Komponisten.

## Leben
Helmut Schlegel wuchs auf dem elterlichen Bauernhof in Oberschwaben auf und besuchte Internate der Franziskaner in Riedlingen und in Rottweil. Er spürte eine Verbindung zu Franz von Assisi und trat in den Orden der Franziskaner ein. Danach studierte er Philosophie und Theologie in Sigmaringen, Fulda und München und wurde 1969 in Fulda zum Priester geweiht. Eine berufsbegleitende Kurse zum Meditations- und Exerzitienbegleiter sowie in sinnorientierter Psychologie (Logotherapie) ergänzten seine Ausbildung.

### Seelsorgetätigkeit und Leitungsaufgaben im Orden
Nach 10-jähriger Tätigkeit als Kaplan und Jugendpfarrer in Wiesbaden und an anderen Orten übernahm er 1988 die Leitung des Franziskanischen Zentrums für Stille und Begegnung in Hofheim am Taunus. 1998 wurde er zum Provinzial der Thüringischen Franziskanerprovinz von der Heiligen Elisabeth gewählt. Als solcher war er 6 Jahre Präsident der Missionszentrale der Franziskaner in Bonn-Bad Godesberg. Seine Amtszeit als Provinzial endete 2007. Von da an bis zum Oktober 2018 leitete er die Meditationskirche „Heilig Kreuz – Zentrum für christliche Meditation und Spiritualität des Bistums Limburg“ in Frankfurt-Bornheim. Er war dort noch bis Juni 2019 weiter als Exerzitien- und Meditationsleiter und priesterlicher Mitarbeiter tätig. Auch nach Ende seiner Tätigkeit in Bornheim bietet er weiter Veranstaltungen im Exerzitienhaus Hofheim und in Zusammenarbeit mit dem Zentrum für christliche Meditation und Spiritualität des Bistums Limburg an.
Im Heiligen Jahr der Barmherzigkeit gehörte Helmut Schlegel zu den von Papst Franziskus an Aschermittwoch 2016 ausgesandten „Missionaren der Barmherzigkeit“.

### Literarisches Schaffen
Als Jugendseelsorger und Exerzitienbegleiter arbeitete Schlegel im „Arbeitskreis für Jugendseelsorge und Kirchenmusik“ des Bistums Limburg mit. In Zusammenarbeit mit dem Kirchenmusiker und Komponist Winfried Heurich entstanden die ersten Neuen Geistlichen Lieder. Das Lied Der Herr wird dich mit seiner Güte segnen mit Musik von Winfried  Heurich wurde 1983 beim weltweiten Wettbewerb des Neuen Geistlichen Liedes zum besten deutschen Beitrag gewählt. Es ist im deutschsprachigen katholischen Gesangbuch Gotteslob mit einer neuen Melodie von Thomas Gabriel als GL 452 enthalten.
In der Folge schrieb Schlegel rund 300 Neue Geistliche Lieder, die von Winfried Heurich, Stephan Sahm, Sieglinde Weigt, Thomas Gabriel, Rudolf Schäfer, Joachim Raabe und anderen vertont wurden. Eine Reihe davon wurde in das 2014 erschienene Gotteslob aufgenommen.
Von 1998 bis 2013 war Schlegel Chefredakteur der Zeitschriften „Wege mit Franziskus“ und „Franziskaner“. Seit 2013 gibt er zusammen mit Mirjam Schambeck sf die Buchreihe „Franziskanische Akzente“ im Echter Verlag, Würzburg heraus. Darüber hinaus liegt eine Vielzahl von Beiträgen geistlicher Literatur vor.
2016 schrieb er das Libretto für das Oratorium Laudato si’, zu dem Peter Reulein die Musik komponierte.
Für das ökumenische Oratorium „EINS“ zum 3. Ökumenischen Kirchentag 2021 schrieb er zu der Musik von Bernhard Kießig und Peter Reulein gemeinsam mit Eugen Eckert das Libretto. Am Freitag, 14. Mai 2021 kam es zur Online-Uraufführung des Oratoriums.

## Veröffentlichungen

### Bücher
- 1983: Die Zukunft ist ein Samenkorn – Ein Buch zum Lesen, Beten, Meditieren und Singen für junge Leute, (als Hrsg. mit Hadrian W. Koch), ISBN 3-87163-183-3
- 1986: Das Rosenkranzgebet: Meditationen, Bilder und Predigten, ISBN 3-7904-0476-4
- 1989: Fenster in meiner Seele – Geschichten, Gedanken und Gebete auf dem Weg zu mir selbst, zu den Menschen und zu Gott, ISBN 3-7840-2674-5
- 1993: Singen, beten, feiern mit Clara von Assisi: Lieder, Gebete, Meditationen, ISBN 3-87163-198-1
- 2000: Der Sonnengesang: Exerzitien im Alltag mit Franz und Clara von Assisi, ISBN 3-429-02311-4
- 2004: Franziskus bedeutet mir...: persönliche Zeugnisse, ISBN 3-429-02621-0
- 2005: Auszeit im Alltag: Ein geistlicher Wegbegleiter durch das Jahr mit Texten von Franz und Clara von Assisi, ISBN 3-429-02676-8
- 2007: Dem Herzen trauen: Mit Elisabeth von Thüringen durch das Jahr; ein geistliches Übungsbuch, ISBN 978-3-429-02879-4
- 2007: Spiritual Coaching – Führen und Begleiten auf der Basis geistlicher Grundwerte, ISBN 978-3-429-02923-4
- 2008: Ich bin das Feuer, und du bist der Wind: biblische Meditationen zum Werden und Wachsen des inneren Menschen, ISBN 978-3-8367-0663-6
- 2009: Katholische Heilig-Kreuz-Kirche Frankfurt-Bornheim (Kirchenführer), mit Hermann Gille, ISBN 978-3-7954-6808-8
- 2010: Farben – still leuchtende Gebete: Eine geistliche Begleitung durch den Alltag, ISBN 978-3-429-03215-9
- 2013: Assisi für Pilger: Ein spiritueller Reisebegleiter, ISBN 978-3-429-03586-0
- 2012: Heute, nur heute – Zehn Gebote der Gelassenheit von Johannes XXIII. – Geistliche Übungen, mit Ricarda Moufang, ISBN 978-3-429-03535-8
- 2014: Die heilende Kraft menschlicher Spannungen (Franziskanische Akzente), ISBN 978-3-429-03749-9
- 2016: Glaubensgeschichten sind Weggeschichten – Die Emmauserzählung als Modell christlicher Existenz, ISBN 978-3-429-03986-8

### Liederbücher, Liederhefte, Tonträger
- 1994: Pace e bene – Friede und Brot – Neue Geistliche Lieder für Clara und Franz von Assisi (Audio-CD), Musik: Stephan Sahm und Winfried Heurich[2]
- 1999: Sonnenmusikant – Ein Franziskanisches Liederbuch, (als Hrsg. mit Sieglinde Weigt), ISBN 3-87163-250-3
- 2001: Schalom, Jerusalem: Pilgermesse nach biblischen Texten, 17 Lieder, Musik: Winfried Heurich, M-2009-2700-9
- 2010: Lichter auf dem Weg: Eine Messe mit neuen geistlichen Liedern; für drei- bis vierstimmigen gemischten Chor, Gemeinde und Klavier, Musik: Winfried Heurich
- 2015: Feuer im Herzen: Eine Messe mit neuen geistlichen Liedern, Musik: Winfried Heurich

### Texte für Geistliche Musikspiele
- 1991: Franz von Assisi: Traum oder Wirklichkeit? Ein geistliches Musikspiel, Musik: Winfried Heurich
- 1994: Mulier fortis – Clara von Assisi. Ein geistliches Spiel mit Texten und Liedern, Pantomime und Tanz, Musik: Stephan Sahm
- 1996: Wächter, sag mir die Zeit! Ein geistliches Musikspiel zur Geschichte der Franziskanerinnen von Reute, Musik: Stephan Sahm
- 1997: Katharina – Närrin Gottes. Ein Geistliches Musikspiel zum 100. Todestag von Maria Katharina Kasper, Musik: Stephan Sahm
- 2005: clara.francesco – musica per forma – music performance: Eine Collage aus Texten, Musik, Tanz und Ausdruck, Musik: Mea Kauß und Werner Dannemann
- 2006: David Fuchs: Spiel mit dem Leben. Ein geistliches Musiktheater, Musik: Rudi Schäfer
- 2007: Elisabeth von Thüringen: Ein geistliches Musikschauspiel, Musik: Stephan Sahm[2]
- 2016: Laudato si’ – Ein franziskanisches Magnificat in 5 Bildern – Für Soli, Chor und Orchester, Musik: Peter Reulein, ISBN 978-3-943302-34-9, ISMN 979-0-50226-047-7[7]